# Молодіжна збірна Індії з хокею із шайбою
Молодіжна збірна Індії з хокею із шайбою — національна молодіжна чоловіча збірна команда Індії, складена з гравців віком не більше 20 років, яка представляє країну на міжнародних змаганнях з хокею. Функціонування команди забезпечується асоціацією хокею Індії, яка є членом ІІХФ.

## Історія
Молодіжна збірна Індії дебютувала на турнірі Кубка виклику Азії в 2018 році, в столиці Малайзії Куала-Лумпур. У першій грі поступились збірній ОАЕ 0–6. Поступились вони і в трьох інших матчах збірним Киргизстану, Малайзії та Філіппін, посівши останнє місце. Поразка від Киргизстану 2–13 стала найбільшої на той момент, у 2022 році індуси поступились збірній Гонконгу 2–14.

## Результати на Азійському Кубку Виклику
- 2018 – 5-е місце
- 2022 – 8-е місце